# Скворцовское сельское поселение (Крым)
Скворцовское се́льское поселе́ние (укр.  Скворцівське сільське поселення, крымскотат. Скворцово кой юрту, Эски Лез кой юрту) — муниципальное образование в составе Симферопольского района Республики Крым России.

## География
Поселение расположено на северо-западе района, в степном Крыму, в долине реки Тобе-Чокрак. Граничит на западе и севере с Сакским районом, на востоке — с Родниковским и Школьненским, на юге с Новосёловским и на западе — с Николаевским сельскими поселениями.
Площадь поселения 77,36 км².
Основная транспортная магистраль: автодорога 35К-004 Симферополь — Евпатория (по украинской классификации P-23).

## Население
| 2001  | 2014  | 2015  | 2016  | 2017  | 2018  | 2019  |
| ----- | ----- | ----- | ----- | ----- | ----- | ----- |
| 3342  | ↘3288 | ↗3299 | ↗3332 | ↗3382 | ↗3402 | ↘3387 |
| 2020  | 2021  |       |       |       |       |       |
| ↘3384 | ↗3434 |       |       |       |       |       |

## Состав
В состав поселения входят 4 села:
| № | Населённый пункт | Тип населённого пункта | Население на 2014 год |
| - | ---------------- | ---------------------- | --------------------- |
| 1 | Скворцово        | село, центр            | ↗2517                 |
| 2 | Колодезное       | село                   | ↘505                  |
| 3 | Межгорное        | село                   | ↘48                   |
| 4 | Передовое        | село                   | ↗218                  |

## История
В начале 1920-х годов был образован Старо-Лезский сельсовет, когда по постановлению Крымревкома от 8 января 1921 года была упразднена волостная система и создавались местные советы. Согласно Списку населённых пунктов Крымской АССР по Всесоюзной переписи 17 декабря 1926 года в сельсовете числилось 4 села с населением 474 человека:
- Карач — 182 чел.
- Лезы Новые — 50 чел.
- Лезы Старые (центр сельсовета) — 126 чел.
- Тулат — 76 чел.

Постановлением Президиума КрымЦИКа «Об образовании новой административной территориальной сети Крымской АССР» от 26 января 1935 года был создан Сакский район и сельсовет включили в его состав.
Указом Президиума Верховного Совета РСФСР от 21 августа 1945 года Старо-Лезинский сельсовет переименовали в Скворцовский сельский совет.
С 25 июня 1946 года сельсовет в составе Крымской области РСФСР, а 26 апреля 1954 года Крымская область была передана из состава РСФСР в состав УССР. С 15 июня 1960 года по 1977 год в составе совета числились сёла:

| - Волнистое - Колодезное - Межгорное | - Передовое - Скворцово |

Указом Президиума Верховного Совета УССР «Об укрупнении сельских районов Крымской области», от 30 декабря 1962 года Сакский район был упразднён и Скворцовский сельсовет присоединили к Бахчисарайскому району, а с 1 января 1965 года, указом Президиума ВС УССР «О внесении изменений в административное районирование УССР — по Крымской области», включили в состав Симферопольского. В 1980 году было исключено из списков действующих село Волнистое.
С 12 февраля 1991 года сельсовет в восстановленной Крымской АССР, 26 февраля 1992 года переименованной в Автономную Республику Крым. С 21 марта 2014 года в составе Крыма аннексировано Россией. Законом «Об установлении границ муниципальных образований и статусе муниципальных образований в Республике Крым» от 4 июня 2014 года территория административной единицы была объявлена муниципальным образованием со статусом сельского поселения.